# Дуброво (Сафоновський район)
Дуброво (рос. Дуброво) — присілок Сафоновського району Смоленської області Росії. Входить до складу Богдановщинського сільського поселення. Населення — 2 особи (2007 рік).